# Dariusz Wdowczyk
Dariusz Wdowczyk, né le 25 septembre 1962 à Varsovie (Pologne), est un footballeur international polonais, qui évolue au poste de défenseur central.
Wdowczyk a marqué deux buts lors de ses cinquante-trois sélections avec l'équipe de Pologne entre 1984 et 1992.

## Carrière
- 1978-1983 : Gwardia Varsovie
- 1983-nov. 1989 : KP Legia Varsovie
- nov. 1989-1994 : Celtic FC
- 1994-1998 : Reading Football Club
- 1998-déc. 1998 : KP Polonia Varsovie

## Palmarès

### En équipe nationale
- 53 sélections et 2 buts avec l'équipe de Pologne entre 1984 et 1992.

### Avec le Legia Varsovie
- Vainqueur de la Coupe de Pologne en 1989 et 1990
- Vainqueur de la Supercoupe de Pologne en 1990